# Hanina Sgan Hacohanim
Rabbi Hanina Sgan Hacohanim, Hanina Adjunctul Preoților, cunoscut și ca Hananya (în ebraică: רבי חנינא סגן הכהנים , secolul I e.n.) a fost un învățat evreu, tannait din prima generație, care a trăit în Palestina sau Iudeea antică.  
A trăit în vremea distrugerii celui de-al Doilea Templu din Ierusalim de către romani.
Se spune că a fost omorât de romani împreună cu Rabbi Shimon Ben Gamliel cel bătrân și cu Rabbi Ishmael Ben Elisha Cohen Gadol. După o tradiție (Tur Shulhan Aruh) ar fi făcut parte din cei zece mucenici ai credinței iudaice, uciși de romani și denumiți Aseret Harughey Malhut.
I s-a spus Sgan Hacohanim, din cauza funcției sale  de adjunct al Marelui Preot de la Templul din Ierusalim.
Funcția lui era a doua ca însemnătate după Marele Preot. In caz ca marele preot era găsit nedemn de a mai sluji în Templu, era înlocuit de adjunct.  
Multe din luările lui de poziție se ocupă  de sarcinile preoților și de Templul din Ierusalim.
Una din cele mai vestite dictoane ale sale  era:
„ רבי חנינא סגן הכהנים אומר: הוי מתפלל בשלומה של מלכות שאלמלא מוראה איש את רעהו חיים בלעו”
– מסכת אבות ג, ב 
„Rabbi Hanina Sgan Hacohanim spune:Roagă-te pentru sănătatea stăpânirii, căci de n-ar fi ea, ne-am mânca  unii pe alții”
 (Tratatul Avot, 3,2)